# Праведник (фільм)
«Праведник» (англ. The Equalizer, дослівно укр. Вирівнювач) — американський кримінальний бойовик режисера Антуана Фукуа, що вийшов 2014 року. У головних ролях Дензел Вашингтон, Мартон Чокаш, Хлоя Морец. Стрічку знято на основі однойменного серіалу.
Сценаристом був Річард Венк, продюсерами були Тодд Блек, Джейсон Блюменталь та інші. Вперше фільм продемонстрували 7 вересня 2014 року на 39-му міжнародному кінофестивалі у Торонто, Канада. В Україні прем'єра фільму відбулась 25 вересня 2014 року.

## Сюжет
Колишній «морський котик» і висококласний оперативник військової розвідки Роберт МакКол вирішив почати життя «на пенсії» з чистого аркуша. Він переїжджає до Бостона, де влаштовується  на непримітну складську роботу в супермаркеті, а вечорами читає в кафе «Старого і море» Гемінґвея та обговорює книгу з юною повією Тері, яка мріє стати співачкою. Але ця ідилія руйнується, коли російські бандити ледь не вбивають Тері. МакКол перетворюється на ангела помсти, якого не зможе зупинити навіть досвідчений і надзвичайно жорстокий російський кілер, колишній інструктор спеціальних військ КДБ.

## У ролях
| Актор            | Персонаж                                                             | Роль                                                   |
| ---------------- | -------------------------------------------------------------------- | ------------------------------------------------------ |
| Дензел Вашингтон | Роберт МакКол англ. Robert McCall                                    | колишній спецпризначенець, управитель у супермаркеті   |
| Мартон Чокаш     | Ніколай Ітченко / Тедді Ренсен англ. Nikolai Itchenko / Teddy Rensen | найманий убивця                                        |
| Хлоя Морец       | Тері / Аліна англ. Teri                                              | повія, знайома Роберта                                 |
| Девід Гарбор     | Френк Мастерс англ. Frank Masters                                    | поліцейський у Бостоні                                 |
| Гейлі Беннетт    | Менді англ. Mandy                                                    | повія, подруга Тері                                    |
| Білл Пуллман     | Браян Пламмер англ. Brian Plummer                                    | колишній спецпризначенець, колега Роберта              |
| Мелісса Лео      | Сюзан Пламмер англ. Susan Plummer                                    | дружина Браяна і подруга Роберта, високопосадовиця ЦРУ |
| Ден Білзерян     |                                                                      | поплічники Теда                                        |

## Сприйняття

### Критика
Фільм отримав загалом позитивні відгуки: Rotten Tomatoes дав оцінку 60 % на основі 154 відгуків від критиків (середня оцінка 5,6/10) і 83 % від глядачів із середньою оцінкою 4,1/5 (46,018 голосів). Загалом на сайті фільми має позитивний рейтинг, фільму зарахований «стиглий помідор» від кінокритиків і «попкорн» від глядачів, Internet Movie Database — 7,6/10 (11 619 голосів), Metacritic — 57/100 (41 відгук критиків) і 6,5/10 від глядачів (61 голос). Загалом на цьому ресурсі від критиків фільм отримав змішані відгуки, а від глядачів — позитивні.
Ресурс «PlayUA» поставив фільму 80/100, сказавши, що «„Праведник“ — це вельми хороший бойовик старої школи, який не хоче здаватись чимось більшим. Усе на місці: герой, який сам вийшов проти сотень поганих хлопців, неймовірно брутальна хода спиною до вибуху без озирань і декілька розумних фраз. Що ще потрібно, аби добре провести час з друзями?».

### Касові збори
Під час показу в Україні, що стартував 25 вересня 2014 року, протягом першого тижня фільм був показаний у 121 кінотеатрі і зібрав 257,966 $, що на той час дозволило йому зайняти 1 місце серед усіх прем'єр.
Під час показу у США, що розпочався 26 вересня 2014 року, протягом першого тижня фільм був показаний у 3,236 кінотеатрах і зібрав 34,137,828 $, що на той час дозволило йому зайняти 1 місце серед усіх прем'єр. Станом на 6 жовтня 2014 року показ фільму триває 11 днів (1,6 тижня) і за цей час фільм зібрав у прокаті у США 65,709,484  доларів США, а в решті світу 39,600,000 $, тобто загалом 105,309,484 $ при бюджеті 55 млн $.

### Виноски
1. 1 2  The Equalizer: Release Info (англ.). Internet Movie Database. Процитовано 19 вересня 2014.
2. 1 2  Праведник. Kino-teatr.ua. Процитовано 19 вересня 2014.
3. 1 2 3  The Equalizer (англ.). Box Office Mojo. Процитовано 1 жовтня 2014.
4. 1 2  The Equalizer (англ.). The Numbers. Процитовано 1 жовтня 2014.
5. 1 2  The Equalizer (англ.). Internet Movie Database. Процитовано 1 жовтня 2014.
6. ↑  The Equalizer (англ.). AllMovie. Процитовано 19 вересня 2014.
7. 1 2 3  The Equalizer: Full Cast & Crew (англ.). Internet Movie Database. Процитовано 19 вересня 2014.
8. ↑  The Equalizer (англ.). Rotten Tomatoes. Процитовано 1 жовтня 2014.
9. ↑  The Equalizer (англ.). Metacritic. Процитовано 1 жовтня 2014.
10. ↑  PlayUA (25 вересня 2014). Огляд фільму “Праведник”. PlayUA. Процитовано 6 жовтня 2014.
11. ↑  The Equalizer — Ukraine Weekend Box Office (англ.). Box Office Mojo. Процитовано 1 жовтня 2014.